# Jacinthe Marto
Pour les articles homonymes, voir Jacinthe.
Jacinta Marto, ou Jacinthe Marto en français, est née le 5 mars 1910 à Aljustrel, Fátima, et morte le 20 février 1920 à Lisbonne. Avec son frère et sa cousine, elle affirma avoir été témoin d'apparitions de la Vierge Marie à partir du 13 mai, tous les 13 du mois, jusqu'au 13 octobre 1917 à  la Cova da Iria. Bergère de son état, elle avait 7 ans lors des premières apparitions. 
Jacinthe et son frère François sont béatifiés le 13 mai 2000 par le pape Jean-Paul II. Leur canonisation est célébrée le 13 mai 2017 à Fátima au cours du voyage du pape François pour le centenaire des apparitions mariales de Fátima. Les deux jeunes saints sont commémorés le 20 février selon le Martyrologe romain,.

## Biographie

### Enfance
Jacinta Marto est née le 5 mars 1910,à Aljustrel (près de Fátima). Elle est la fille cadette d'Olímpia et de Manuel Marto. Elle est baptisée le 19 mars dans l'église paroissiale. Jacinta, comme son frère François et sa cousine Lúcia dos Santos, sont des enfants typiques de la campagne portugaise de l'époque. Ne fréquentant pas l'école, elle travaille comme bergère avec son frère et sa cousine Lúcia. Elle est décrite comme une enfant ayant une volonté forte et avec un talent pour la danse et la poésie.

### Les visions de la Vierge Marie, à Fatima

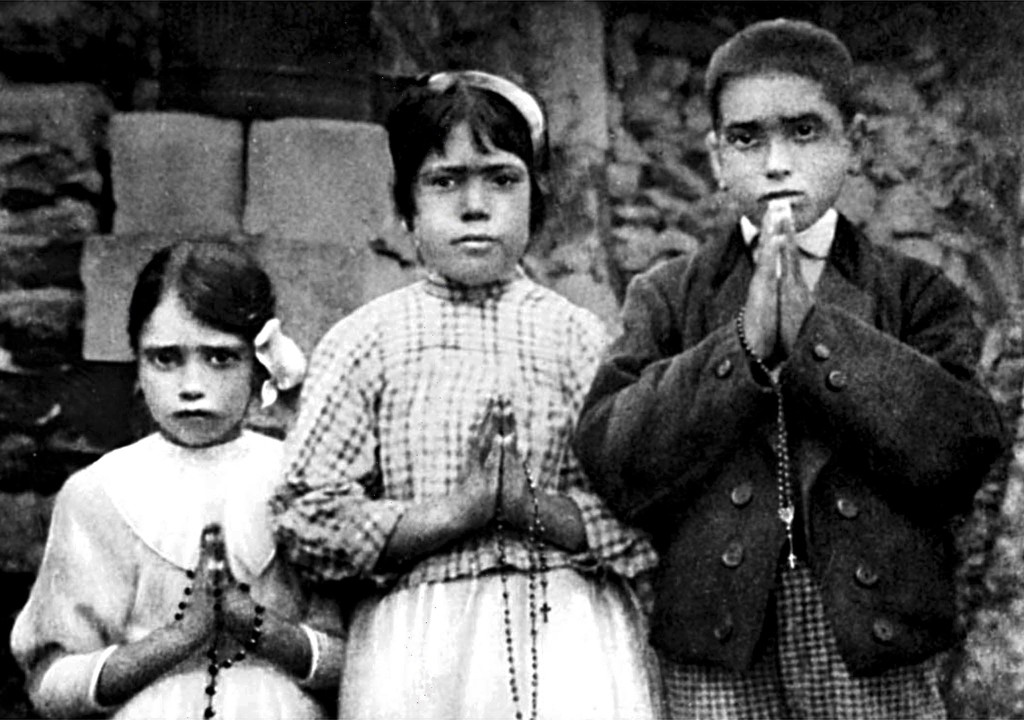
De gauche à droite : Jacinta Marto (sept ans), Lúcia dos Santos (douze ans) et Francisco Marto (neuf ans), les trois bergers ayant vu la Vierge de Fatima.

En 1915, les trois enfants voient « l'Ange du Portugal ». Puis en 1917, ils voient la Vierge Marie dans le petit village de Fátima.
Après les apparitions, le comportement du frère et de la sœur évoluent. Jacinta est très impressionnée par une vision de l'Enfer qui a eu lieu au cours de la troisième apparition. Bouleversée par le sort qui attend les pécheurs, elle décide de faire pénitence et de s'infliger des sacrifices pour leur conversion, suivant en cela la proposition faite par la Vierge, au cours de la première apparition. 
Après les apparitions, Jacinthe entre à l’école primaire sur les recommandations de la Sainte Vierge[réf. nécessaire]. 

### Maladie et mort
Le 23 décembre 1918, Jacinthe et son frère François tombent malades, victimes de la grippe espagnole qui ravage l'Europe en 1918 à la suite de la Première Guerre mondiale. Après une broncho-pneumonie, la petite fille déclare une pleurésie purulente, qui lui cause de grandes souffrances. Le 21 janvier 1920, elle est emmenée à Lisbonne, où elle est admise à l'orphelinat de Notre-Dame des Miracles au 17 de la Rue da Estrela. Le 2 février 1920, elle est transférée à l'hôpital Dona Estefania de Lisbonne.
Jacinta s'éteignit seule le 20 février 1920. Elle est enterrée au cimetière de Vila Nova d'Ourém, dans la tombe de famille du baron d'Alvaiázere. Sa dépouille aurait dû être enterrée à Fatima, mais comme aucune sépulture personnelle n'y était prévue, c'est la famille du baron (et en particulier sa sœur Maria Celeste da Camara et Vasconcelos) qui prend en charge d'inhumer l'enfant dans le caveau familial du baron dans la ville d'Ourém. 
Au cours de sa dernière maladie, elle aurait reçu plusieurs visites de la Vierge Marie,.
Si Jacinthe est morte plusieurs mois après son frère (et dans de grandes souffrances), c'est, d'après les propos du Pape Jean-Paul II lors de sa béatification : « en s'offrant héroïquement comme victime pour la conversion des pécheurs ».
Lorsque Lucie la visita un jour à l'hôpital, Jacinthe lui confia : « J'aime tellement souffrir pour leur amour et pour leur faire plaisir ! Ils aiment beaucoup ceux qui souffrent pour la conversion des pécheurs. » (…)[réf. nécessaire]

### Visions de Jacinthe racontées par Lucie dans son Troisième Mémoire
Les paroles de Jacinthe relatant deux visions distinctes ont été écrites par Sœur Lucie en 1941 :
« Je ne sais pas comment cela s'est fait, j'ai vu le Saint-Père dans une très grande maison, agenouillé devant une table, la tête dans les mains et pleurant. Au dehors, il y avait beaucoup de gens et certains lui jetaient des pierres, d'autres le maudissaient et lui disaient beaucoup de vilaines paroles. Pauvre Saint-Père. Nous devons beaucoup prier pour lui ! »
« Ne vois-tu pas tant de routes, tant de chemins et de champs plein de gens qui pleurent de faim et n'ont rien à manger ? Et le Saint-Père dans une église, priant devant le Cœur Immaculé de Marie ? Et tant de monde qui prie avec lui ? »

## Vénération et culte

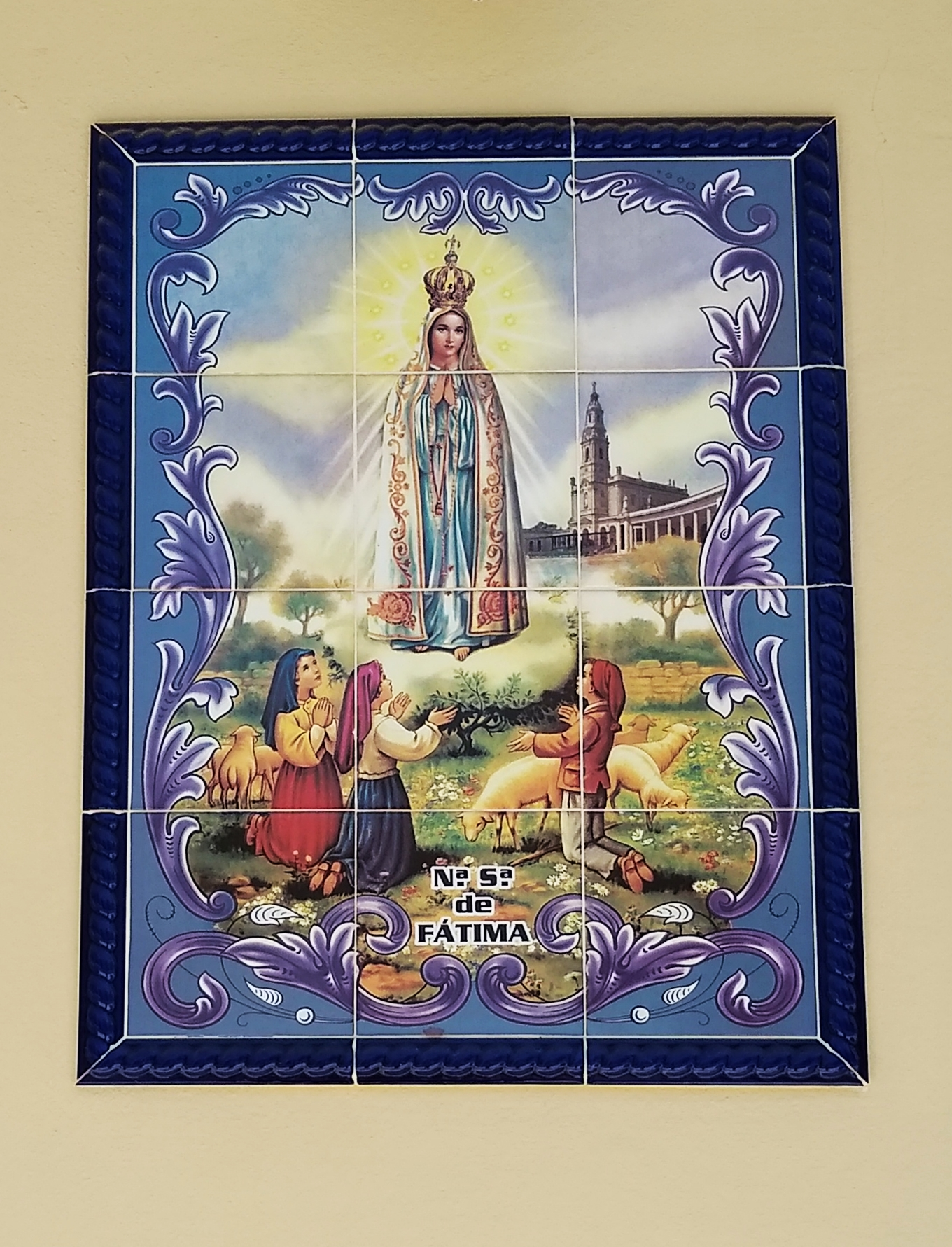
Représentation des apparitions

### Transferts de sa sépulture
Le 12 septembre 1935, son corps est transféré d'Ourém au cimetière de Fátima, où le cercueil est ouvert et laisse voir son corps exempt de corruption. Le 1er mai 1951, son corps est transférés dans la basilique de Fátima où elle est enterrée dans le transept gauche de la basilique. Le 30 août 1951 a lieu une nouvelle ouverture officielle du cercueil. Le corps se révèle moins bien conservé que lors de l'ouverture en 1935,.

### Béatification et canonisation

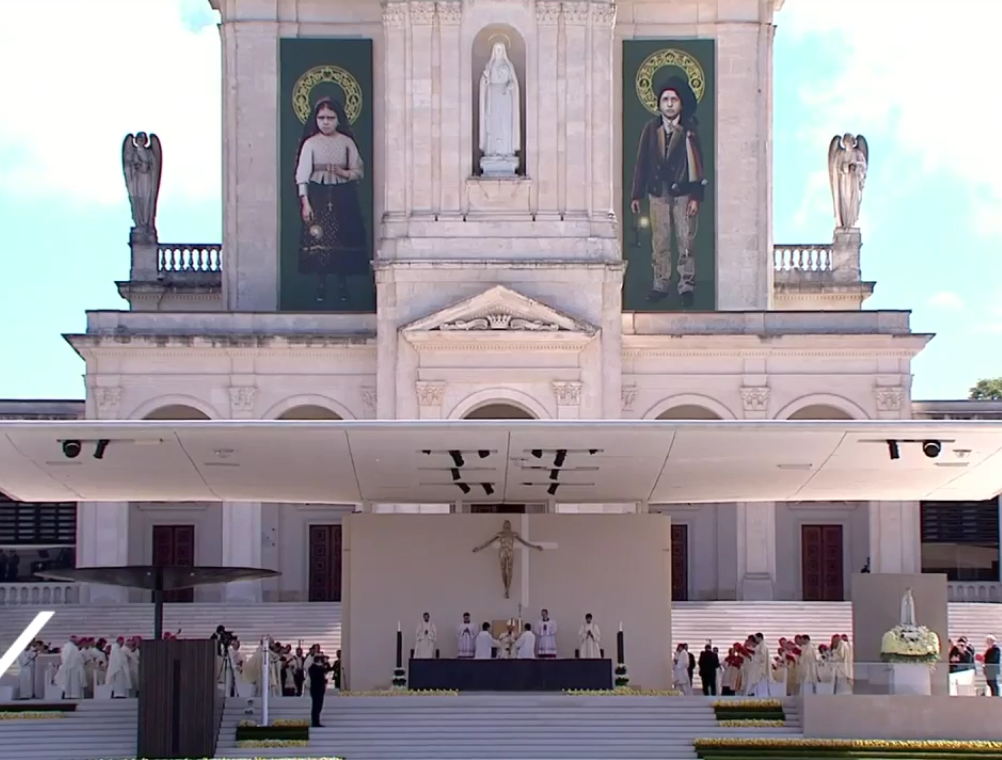
Canonisation de François et Jacinthe Marto le 13 mai 2017 à Fatima

En 1946, s'ouvre le procès en béatification de Jacinthe et de son frère Francisco. Le 13 mai 1989, le pape Jean-Paul II publie le décret proclamant l'héroïcité des vertus des voyants Francisco et Jacinta Marto (ils sont alors déclarés vénérables). Le 13 mai 2000, Jacinta est béatifiée en même temps que son frère Francisco par le pape Jean-Paul II. Âgée d'un peu moins de 10 ans au moment de sa mort, Jacinta est la plus jeune des non-martyres à avoir été béatifiée.
Le 11 mars 2010 a lieu la célébration du centenaire de sa naissance avec une audience du pape Benoît XVI. Les 12 et 13 mai 2010, le pape Benoît XVI visite le sanctuaire de Fátima pour le dixième anniversaire de la béatification des pastoureaux Jacinta et Francisco Marto,.
Le 23 mars 2017, le pape François autorise la Congrégation pour les causes des saints à promulguer le décret reconnaissant un miracle obtenu par l'intercession de Jacinthe Marto, permettant sa canonisation. La canonisation est célébrée le 13 mai 2017 à Fatima, par le pape François, à l'occasion du centenaire des apparitions.
Jacinta et son frère Francisco sont liturgiquement commémorés le 20 février.

## Notes et références

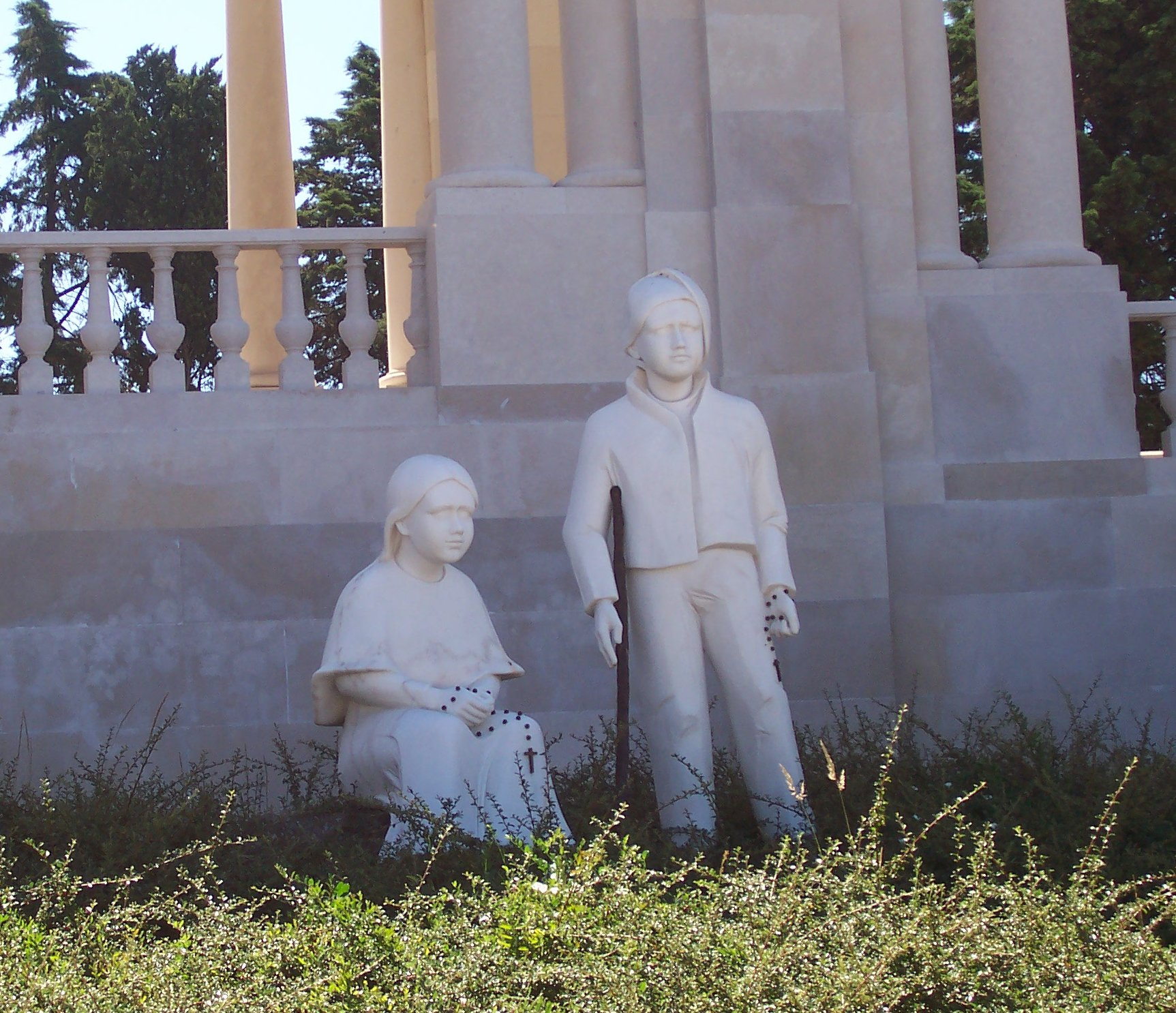
Statue des deux pastoureaux béatifiés.

### Articles liés
- Apparitions mariales de Fátima
- Chapelle des apparitions
- Notre-Dame de Fátima
- Sanctuaire de Fátima
- Secrets de Fátima